# Isaeolus zilchi
 (octobre 2021).
Genre
Espèce
Isaeolus zilchi, unique représentant du genre Isaeolus, est une espèce d'opilions laniatores à l'appartenance familiale incertaine.

## Distribution
Cette espèce est endémique du Salvador.

## Description
Le mâle holotype mesure 7 mm.

## Publication originale
- Roewer, 1954 : « Spinnentiere aus El Salvador, I. (Arachnoidea: Pedipalpi, Solifuga, Opiliones - Laniatores). » Senckenbergiana Biologica, vol. 35, no 1/2, p. 57-73.